# Eurostars Hotels
Eurostars Hotels è una catena alberghiera, facente parte del Gruppo Hotusa, fondata a Barcellona in Spagna nel 2005 da Amancio López-Seijas. Ad aprile 2019 la compagnia possedeva 103 hotel in 13 paesi tra Europa, America e Africa. In Italia sono presenti a Lucca, Napoli, Palermo, Roma, Taormina e Venezia.

## Storia

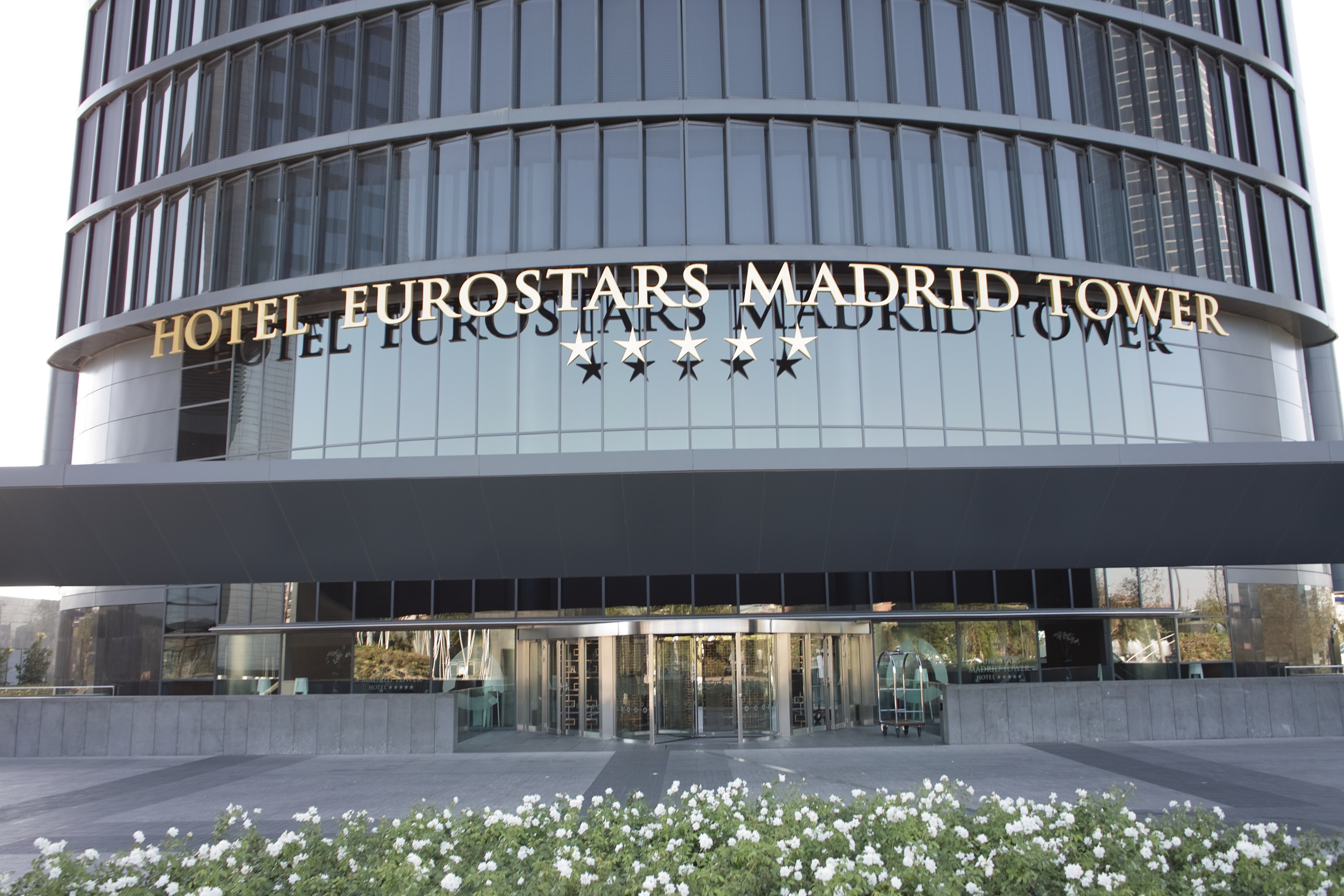
L'Eurostars Madrid Tower

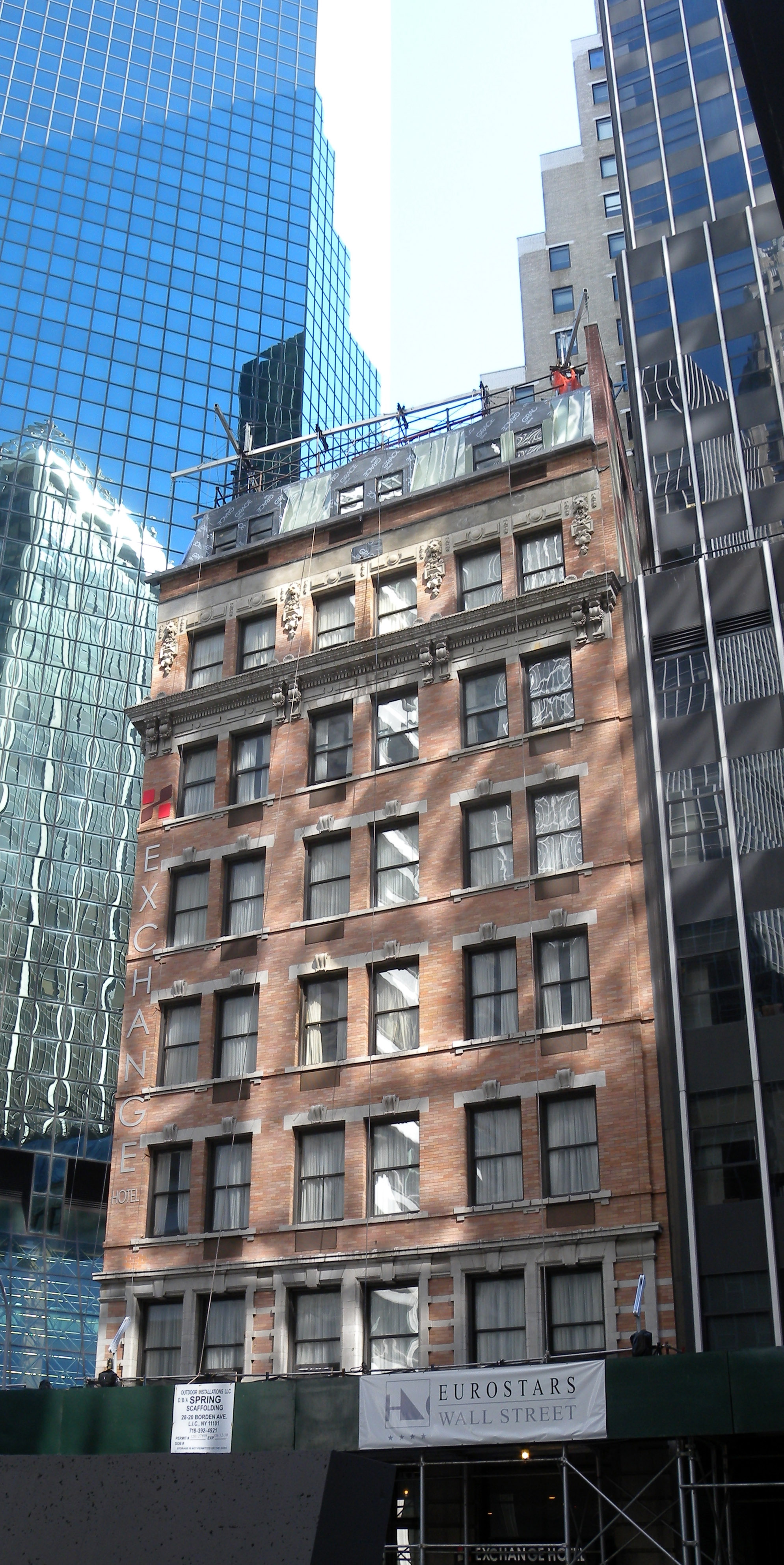
L'Eurostars Wall Street

La società viene fondata da Amancio López-Seijas, fondatore e amministratore delegato del Gruppo Hotusa nel 2005. La catena alberghiera si presenta con un portfolio di 29 hotel situati in vari paesi d'Europa, di cui 24 in Spagna, 2 in Italia, 1 in Austria, 1 in Belgio e 1 in Portogallo.
L'espansione della catena è andata avanti nel tempo e l'ha portata ad avere 103 hotel in 13 paesi tra Europa, America e Africa: 96 in Europa (di cui 7 in Italia), 1 in Africa e 6 in America.

## Elenco hotel
| Nome Hotel                      | Città             | Paese                 | Categoria | Anno di Apertura |
| ------------------------------- | ----------------- | --------------------- | --------- | ---------------- |
| Eurostars Berlin                | Berlino           | Germania              | 5 stelle  |                  |
| Eurostars Book Hotel            | Monaco di Baviera | Germania              | 4 stelle  |                  |
| Eurostars Grand Central         | Monaco di Baviera | Germania              | 4 stelle  |                  |
| Eurostars Park Hotel Maximilian | Ratisbona         | Germania              | 4 stelle  |                  |
| Eurostars Toscana               | Lucca             | Italia                | 4 stelle  | 2005             |
| Eurostars Hotel Excelsior       | Napoli            | Italia                | 4 stelle  | 2015             |
| Eurostars Centrale Palace       | Palermo           | Italia                | 4 stelle  | 2016             |
| Eurostars Roma Aeterna          | Roma              | Italia                | 4 stelle  | 2010             |
| Eurostars Saint John            | Roma              | Italia                | 4 stelle  | 2011             |
| Eurostars Monte Tauro           | Taormina          | Italia                | 4 stelle  | 2017             |
| Eurostars Residenza Cannaregio  | Venezia           | Italia                | 4 stelle  |                  |
| Eurostars Sidi Maarouf          | Casablanca        | Marocco               | 4 stelle  |                  |
| Eurostars Panama City           | Panama City       | Panama                | 5 stelle  |                  |
| Eurostars Thalia                | Praga             | Repubblica Ceca       | 5 stelle  |                  |
| Eurostars Ciudad De La Coruña   | La Coruña         | Spagna                | 4 stelle  |                  |
| Eurostars Gran Via              | Granada           | Spagna                | 5 stelle  |                  |
| Eurostars Washington Irving     | 5 stelle          | Spagna                |           |                  |
| Eurostars Casa della Lirica     | Madrid            | Spagna                | 4 stelle  |                  |
| Eurostars Monte Real            | 4 stelle          | Spagna                |           |                  |
| Eurostars Sevilla Boutique      | Siviglia          | Spagna                | 5 stelle  |                  |
| Eurostars Boston                | Saragozza         | Spagna                | 4 stelle  |                  |
| Eurostars Zaragoza              | 4 stelle          | Spagna                |           |                  |
| Eurostars Wall Street           | New York          | Stati Uniti d'America | 4 stelle  |                  |
| Eurostars Budapest Center       | Budapest          | Ungheria              | 4 stelle  |                  |